# Sekerkové ze Sedčic
Sekerkové ze Sedčic byli český vladycký rod, svůj přídomek odvozovali podle vsi Sedčice na Žatecku.

## Historie
První písemné zmínky o rodu se objevují ve 14. století. Zakladatelem rodu se stal Jindřich. Rod nejprve držel statky pouze na Žatecku. V 16. století se rodina rozrostla a rozdělila do tří větví se sídly v Sedčicích, Veleticích a Lobkovicích. Patřili jim panství Kounov, Kopisty, Podmokly, Měcholupy, Odolena Voda či Neratovice. Působili jako hejtmani či královští úřednici. Ratiboř se stal kadaňským hejtmanem.
Jaroslav Sekerka ze Sedčic věřil, že jeho rod pochází ze slavného rodu Vršovců a zasazoval se o potvrzení této skutečnosti, padělal listiny a rozšiřoval pověst o domnělém původu. V roce 1543 se snažil k legalizaci požadavku, kvůli jeho smrti v roce 1544 se toto nepovedlo, ovšem o půldruhého století později se tato myšlenka objevila znovu. Jaroslav Sekerka nakonec jako nejvyšší vachmistr císařského vojska dosáhl u dvorské kanceláře potvrzení falešného majestátu svého předka. Od roku 1666 se mohl psát jako Sekerka ze Sedčic, hrabě z Vršovců. Roku 1677 zemřel bez dědiců. Někteří příslušníci veletické větve rodu dožívali v Čechách ještě na přelomu 17. a 18. století.

### V exilu
Po bitvě na Bílé hoře hledala nekatolická část rodiny útočiště na různých místech Saska a Lužice. Například Bohuslav Sekerka (Bohuchval, Gottlob) ze Sedčic se v letech 1624–1630 zdržoval ve Freibergu, kde se mu narodil syn a dcera. Později žil v Míšni, Pirně, v roce 1635 byl v seznamu exulantů v Drážďanech kde žil s 2 dcerami, 2 syny a 2 služkami. V Drážďanech neměl povolení k pobytu. Později se tento šlechtic přemístil zpět do Pirny, kde byl zraněn a oloupen Švédy, a v roce 1640 zažádal v Žitavě o pas na cestu do Čech. V Čechách mu byl povolen pobyt jen na šest týdnů a při návratu lodí po Labi, kdy loď ztroskotala, přišel Bohuslav Sekerka o doklady i pas. V roce 1655 žil v Bernburgu.
Rathibor Sekerka Setzitz, eques Bohemus, byl dne 27. listopadu 1628 zapsán ke studiu na univerzitě ve Franekeru. Jen v tomto roce bylo na univerzitu ve Frankeru přihlášeno sedmnáct pobělohorských exulantů z řad šlechty.

## Erb
Ve znaku nosili tzv. mluvící znamení – dvě zkřížené válečné sekery, které nejprve měly celé stříbrnou barvu, později topůrka získala zlatou barvu. Štít byl modré barvy.

## Příbuzenstvo
Spojili se s Údrckými, Příchovskými, Šliky či Štampachy.